# Cathédrale de la Transfiguration de Saint-Pétersbourg
Pour les articles homonymes, voir Cathédrale de la Transfiguration.
La cathédrale de la Transfiguration (russe : собор Преображения Господня всей гвардии, La cathédrale (ou collégiale de la Transfiguration-du-Seigneur-de-tous-les-gardes ) est une cathédrale russe orthodoxe appartenant au diocèse (éparchie) de Saint-Pétersbourg. Elle donne sur le square de la Transfiguration (russe : Преображенская площадь), juste derrière Liteyny Prospekt, près de la station de métro Tchernychevskaïa. Contrairement à la plupart des lieux de culte en Union soviétique, ce monument architectural n’a jamais été fermé au culte. L’église a donné son nom à la fois au square et à une allée voisine, anciennement appelée l’allée de l’église (russe : Церковный переулок) et connue aujourd’hui sous le nom d’allée Radichtchev (russe : переулок Радищева).

## Histoire
La construction de la cathédrale, décidée par l’impératrice Élisabeth, a lieu de 1743 à 1754, sur les plans de l’architecte Mikhaïl Zemtsov. La cathédrale est édifiée à l’emplacement de l’ancienne caserne de la Division des Grenadiers du régiment Préobrajensky en l’honneur de l’accession au trône de l’impératrice, avec l’aide de quelques soldats et officiers de ce régiment. La première pierre en est posée le 9 juin 1743. Lorsque Zemtsov meurt, Pietro Trezzini reprend la direction des travaux, modifiant légèrement le projet initial, pour lui donner un style baroque. L’édifice est béni par l’archevêque Sylvestre le 16 août 1754 du calendrier julien, en présence de l’impératrice, la veille du jour de la fête de la Transfiguration du Christ. L’iconostase et les décorations de l’autel sont réalisés par l’ébéniste Kobilinsky de Moscou d’après les dessins de l’architecte Rastrelli. Les personnages sont peints par M. L. Kolokolnikov.
Sous le règne de l’empereur Paul Ier, la cathédrale de la Transfiguration reçoit le 12 novembre 1796, le titre honorifique « de tous les gardes » en souvenir du régiment qui fut à son origine.
Le 8 août 1825 (20 août dans le calendrier grégorien), un incendie détruit la première cathédrale de la Transfiguration, ne laissant subsister que les murs ; la plupart des objets sacrés peuvent toutefois être sauvés. L’architecte Vassili Stassov dirigera sa reconstruction.
Quelques jours après sa naissance, la mère de Vladimir Poutine demande secrètement que son fils soit baptisé dans la cathédrale de la Transfiguration. Le baptême pouvait être fortement puni dans l’Union soviétique, qui prônait l’athéisme.